# Valeri Pol·lió
Valeri Pol·lió (en llatí Valerius Pollio) va ser un filòsof grec de l'escola d'Alexandria.
Va viure en temps de l'emperador Hadrià i era el pare del filòsof Diodor d'Alexandria. Apareix mencionat al Suides com a Πωλίων.